# 永靖 (大字)
永靖，原稱關帝廳，是臺灣彰化縣永靖鄉的主聚落及附近地區，位於該鄉中部。就行政區而言，範圍大致包括永東村、永西村、永南村、永北村。

## 歷史
台灣清治末期至日治初期，永靖地區為一街庄，稱為「關帝廳」，隸屬於武西堡。該庄北與大溝尾庄為鄰，東與五汴頭庄為鄰，南邊為湳港西庄，西邊為獨鰲庄、同安宅庄。
1901年（日治明治三十四年）11月，該庄隸屬於彰化廳。1909年（明治四十二年）10月，改隸屬於臺中廳。1920年（大正九年），該庄改制並改名為「永靖」大字，隸屬於臺中州員林郡永靖庄。
戰後永靖庄改制為永靖鄉，隸屬於彰化縣，大字亦改制為村。

## 交通
省道台1線大致以東北－西南走向經過永靖地區東南端邊界地帶，由此往北可前往員林、彰化、清水、新竹等地，往南可前往西螺、斗南、嘉義、新營等地。

## 學校
- 永靖高工
- 永靖國小
- 福德國小

## 文化資產
- 永靖公學校宿舍（歷史建築）